# Meñli I Giray

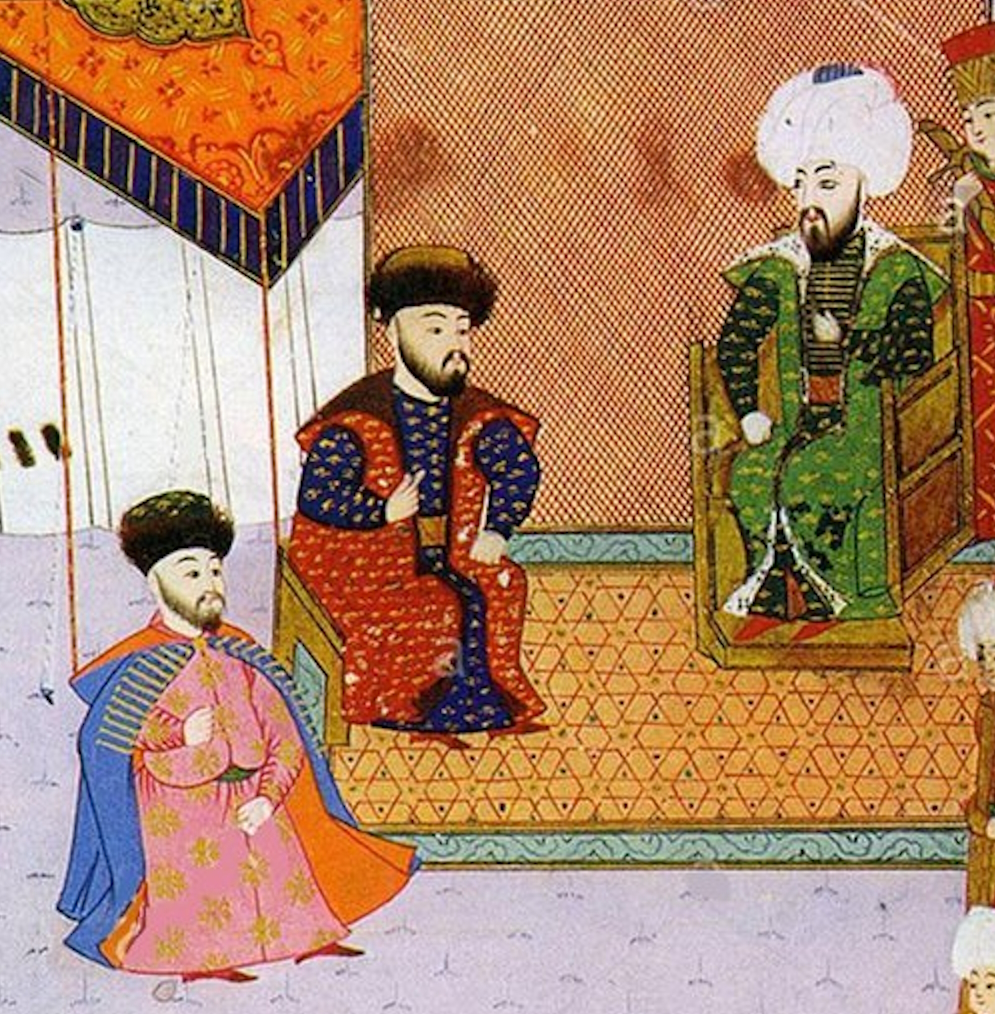
Meñli I Giray (en el centro) con su hijo Mehmed I Giray (izquierda) y el sultán Bayezid II (derecha).

Meñli I Giray (en tártaro de Crimea: I Meñli Geray, ۱منكلى كراى; 1515–1445), también escrito como Mengli I Giray, fue el kan de Crimea (1466, 1469–1475, 1478–1515) y el sexto hijo de Hacı I Giray.

## Biografía
Meñli ascendió al trono en 1466 durante algunos meses, pero luego fue depuesto por su hermano Nur Devlet. Fue restaurado en el trono en enero de 1469, pero perdió el poder nuevamente en 1475 como resultado de una rebelión de sus hermanos y la nobleza.
En 1475, fue capturado por los otomanos en Feodosia y enviado a Constantinopla. Después de haber sido forzado a reconocer la soberanía otomana sobre el Kanato de Crimea, volvió al trono de Crimea en 1478. Hizo una gran contribución al desarrollo estatal de los tártaros de Crimea. Fundó la fortaleza de Özü.
En 1502, Meñli derrotó al último kan de la Horda de Oro y tomó el control de su capital, Saray. Se proclamó Gran Kan (emperador), afirmándose legítimamente como la autoridad sucesora de la Horda de Oro sobre los kanatos tártaros en la región del Caspio y el Volga.
Meñli fue sepultado en el Dürbe (o türbe) de Salaçıq en Bajchisarái.

## Familia
Meñli fue el padre de Mehmed I Giray y Sahib I Giray.
Meñli I Giray también fue el abuelo materno de Solimán el Magnífico (su hija Ayşe Hafsa Sultana era la madre de Solimán el Magnífico), por lo tanto la Casa de Osmán, también reclamaba el linaje de Gengis Kan, a través de su hijo Jochi.